# Федеріко Барба
Федеріко Барба (італ. Federico Barba; 1 вересня 1993, Рим, Італія) — італійський футболіст, захисник клубу «Комо».

## Клубна кар'єра
Барба почав кар'єру в клубі «Атлетіко» зі свого рідного міста. У п'ятнадцять років він перейшов до академії «Роми». Федеріко допоміг юнацькій команді виграти юнацький чемпіонат, а також двічі здобути юнацький Кубок Італії. За підсумками змагань його визнано найкращим молодим захисником. Влітку 2012 року Барба на правах оренди перейшов до «Гроссето». 20 жовтня в матчі проти «Модени» він дебютував у Серії B. По закінченні сезону Гроссето викупив трансфер Федеріко за 200 тис. євро, а через місяць продав 50 % прав «Емполі» за 250 тис. євро. 5 жовтня 2013 року в поєдинку проти «Модени» Барба дебютував за нову команду. У своєму дебютному сезоні він допоміг клубові вийти до еліти. 20 вересня 2014 року в матчі проти «Чезени» Федеріко дебютував в італійській Серії А. 9 листопада в поєдинку проти римського «Лаціо» він забив свій перший гол за «Емполі».
На початку 2016 року Барба на правах оренди з опцією подальшого викупу перейшов до німецького «Штутгарта». 23 квітня в матчі проти дортмундської «Боруссії» він дебютував у Бундеслізі. 2 травня у поєдинку проти бременського «Вердера» Федеріко забив гол у свої ворота, а потім відзначився в чужі.
Влітку 2017 року Барба перейшов до хіхонського «Спортінга». Сума трансферу склала 1 млн євро. У матчі проти «Алькоркона» він дебютував в Сегунді. 27 травня 2018 року в поєдинку проти «Гранади» Федеріко забив свій перший гол за «Спортінг».

## Міжнародна кар'єра
2015 року в складі молодіжної збірної Італії Барба взяв участь у молодіжному чемпіонаті Європи в Чехії. На турнірі він був запасним і на поле так і не вийшов.

## Статистика виступів

### За клуб
Станом на 1 вересня 2022 року
| Сезон                 | Команда               | Чемпіонат             | Чемпіонат | Чемпіонат | Національний кубок | Національний кубок | Національний кубок | Континентальні кубки | Континентальні кубки | Континентальні кубки | Інші змагання | Інші змагання | Інші змагання | Усього | Усього |
| Сезон                 | Команда               | Ліга                  | Ігор      | Голів     | Ліга               | Ігор               | Голів              | Ліга                 | Ігор                 | Голів                | Ліга          | Ігор          | Голів         | Ігор   | Голів  |
| --------------------- | --------------------- | --------------------- | --------- | --------- | ------------------ | ------------------ | ------------------ | -------------------- | -------------------- | -------------------- | ------------- | ------------- | ------------- | ------ | ------ |
| 2012–13               | «Гроссето»            | B                     | 19        | 0         | КІ                 | 1                  | 0                  | -                    | -                    | -                    | -             | -             | -             | 20     | 0      |
| серп. 2013            | «Гроссето»            | ЛП1                   | -         | -         | КІ                 | 2                  | 0                  | -                    | -                    | -                    | -             | -             | -             | 2      | 0      |
| Усього за «Гроссето»  | Усього за «Гроссето»  | Усього за «Гроссето»  | 19        | 0         |                    | 3                  | 0                  |                      | -                    | -                    |               | -             | -             | 22     | 0      |
| серп. 2013–14         | «Емполі»              | B                     | 14        | 0         | КІ                 | 0                  | 0                  | -                    | -                    | -                    | -             | -             | -             | 14     | 0      |
| 2014–15               | «Емполі»              | A                     | 18        | 2         | КІ                 | 2                  | 0                  | -                    | -                    | -                    | -             | -             | -             | 20     | 2      |
| 2015-січ. 2016        | «Емполі»              | A                     | 10        | 0         | КІ                 | 1                  | 0                  | -                    | -                    | -                    | -             | -             | -             | 11     | 0      |
| січ.-черв. 2016       | «Штутгарт»            | БЛ                    | 2         | 1         | КН                 | 0                  | 0                  | -                    | -                    | -                    | -             | -             | -             | 2      | 1      |
| 2016–17               | «Емполі»              | A                     | 11        | 0         | КІ                 | 1                  | 0                  | -                    | -                    | -                    | -             | -             | -             | 12     | 0      |
| Усього за «Емполі»    | Усього за «Емполі»    | Усього за «Емполі»    | 53        | 2         |                    | 4                  | 0                  |                      | -                    | -                    |               | -             | -             | 57     | 2      |
| 2017–18               | «Спортінг» (Хіхон)    | СД                    | 38+2      | 1         | КІ                 | 1                  | 0                  | -                    | -                    | -                    | -             | -             | -             | 41     | 1      |
| 2018–19               | «К'єво»               | A                     | 30        | 0         | КІ                 | 0                  | 0                  | -                    | -                    | -                    | -             | -             | -             | 30     | 0      |
| серп. 2019-січ. 2020  | «Реал Вальядолід»     | ПД                    | 5         | 0         | КІ                 | -                  | -                  | -                    | -                    | -                    | -             | -             | -             | 5      | 0      |
| січ.-черв. 2020       | «Беневенто»           | B                     | 14        | 1         | КІ                 | -                  | -                  | -                    | -                    | -                    | -             | -             | -             | 14     | 1      |
| 2020–21               | «Беневенто»           | A                     | 32        | 0         | КІ                 | 0                  | 0                  | -                    | -                    | -                    | -             | -             | -             | 32     | 0      |
| 2021–22               | «Беневенто»           | B                     | 30+3      | 3         | КІ                 | 0                  | 0                  | -                    | -                    | -                    | -             | -             | -             | 33     | 3      |
| серп.-вер .2022       | «Беневенто»           | B                     | 3         | 0         | КІ                 | 0                  | 0                  | -                    | -                    | -                    | -             | -             | -             | 3      | 0      |
| Усього за «Беневенто» | Усього за «Беневенто» | Усього за «Беневенто» | 79+3      | 4         |                    | 0                  | 0                  |                      | -                    | -                    |               | -             | -             | 82     | 4      |
| вер. 2022–23          | «Піза»                | B                     | 0         | 0         | КІ                 | 0                  | 0                  | -                    | -                    | -                    | -             | -             | -             | 0      | 0      |
| Усього за кар'єру     | Усього за кар'єру     | Усього за кар'єру     | 214+5     | 8         |                    | 8                  | 0                  |                      | -                    | -                    |               | -             | -             | 227    | 8      |